# Dego
Dego (ligur nyelven O Dê) település Olaszországban, Liguria régióban, Savona megyében. Lakosainak száma 1831 fő (2023. január 1.). Dego Cairo Montenotte, Castelletto Uzzone, Gottasecca, Spigno Monferrato, Giusvalla és Piana Crixia községekkel határos.

## Népesség
A település lakossága az elmúlt években az alábbi módon változott:
| Lakosok száma | 1967 | 1985 | 1831 |
|               | 2017 | 2018 | 2023 |